# Austroceratoppia crassiseta
Austroceratoppia crassiseta är en kvalsterart som först beskrevs av Balogh och Sandór Mahunka 1967.  Austroceratoppia crassiseta ingår i släktet Austroceratoppia och familjen Ceratoppiidae. Inga underarter finns listade.